# مارکو آسل
مارکو آسل (فنلاندی: Marko Asell؛ زادهٔ ۸ مهٔ ۱۹۷۰) کشتی‌گیر پیشین اهل فنلاند است که در رشتهٔ کشتی فرنگی رقابت می‌کرد. آسل مدال نقرهٔ المپیک ۱۹۹۶ آتلانتا و و نیز یک مدال نقرهٔ مسابقات قهرمانی کشتی اروپا (۱۹۹۷) را کسب کرده است. او در مسابقات المپیک ۲۰۰۰ سیدنی نیز حضور داشت.